# 中央人民政府外交部
中央人民政府外交部是根据1949年9月27日中国人民政治协商会议第一届全体会议通过的《中华人民共和国中央人民政府组织法》第十八条的规定，于1949年10月设置的一个中央人民政府政务院的部门。

## 历史
1949年10月1日，中华人民共和国中央人民政府成立，设立中央人民政府外交部。周恩来在当天亲笔签署了中华人民共和国第一份外交文书：“本政府为代表中华人民共和国全国人民的唯一合法政府。凡愿遵守平等、互利及互相尊重领土主权等项原则的任何外国政府，本政府均愿与之建立外交关系。”
1949年11月8日，正式举行成立大会。外交部下设办公厅、苏联东欧司、亚洲司、西欧非洲司、美洲澳洲司、国际司、情报司、条约委员会、外交政策委员会9个司级单位。1951年9月，办公厅人事处升格为外交部人事司，办公厅另增设签证处和编译委员会。
1952年8月7日，中央人民政府第十七次会议决定：撤销中央人民政府情报总署，其工作并入中央人民政府外交部情报司；撤销中央人民政府新闻总署，其负责的外国记者管理工作交由中央人民政府外交部情报司负责。
1954年9月，第一届全国人民代表大会第一次会议在北京召开，会议通过了《中华人民共和国宪法》和《中华人民共和国国务院组织法》，成立中华人民共和国国务院。根据国务院《关于设立、调整中央和地方国家机关及有关事项的通知》，中央人民政府外交部即告结束。国务院按照《国务院组织法》的规定，将原中央人民政府外交部改为中华人民共和国外交部，接替相关工作，成为国务院组成部门。

## 组织结构
中央人民政府外交部机关设置9个厅、司、委员会：
- 办公厅 → 今中华人民共和国外交部办公厅
  - 主任王炳南，副主任阎宝航、董越千、赖亚力、周竹安
    - 总务处 → 中华人民共和国外交部总务司 → 中华人民共和国外交部行政司和外交部机关及驻外机构服务中心
    - 秘书处
    - 机要处 → 外交部机要局
      - 处长周竹安

    - 人事处 → 中华人民共和国外交部人事司 → 中华人民共和国外交部干部司
    - 交际处 → 中华人民共和国外交部礼宾司
      - 处长王倬如，副处长沈平、王拓、魏宝善
      - 1952年交际处下设交际科和典礼科
      - 后改组下设：一科（分管社会主义国家驻华使馆）、二科（分管资本主义国家驻华使馆）、三科（典礼）

    - 签证处 → 中华人民共和国外交部领事司
      - 1951年1月，办公厅增设签证处，秘书处第三科（护照科）划归签证处，下设签证科、护照科
- 苏联东欧司 → 今中华人民共和国外交部欧亚司
  - 司长伍修权
- 亚洲司 → 中华人民共和国外交部亚洲司
  - 司长沈端先兼，副司长陈家康实际主管工作。专员符浩分管日本事务，专员谢爽秋分管朝鲜越南事务。
    - 二科：日本事务，参与对日本国的研究工作和中日两国的民间外交工作。
- 西欧非洲司 → 中华人民共和国外交部欧洲司、中华人民共和国外交部非洲司
  - 司长宦乡、副司长温朋久
- 美洲澳洲司 → 中华人民共和国外交部北美大洋洲司
  - 司长柯柏年
- 国际司 → 中华人民共和国外交部国际司
  - 司长董越千（兼），副司长龚普生
- 情报司 → 中华人民共和国外交部新闻司：
  - 司长龚澎
    - 一科：负责外国记者工作。
    - 二科：联系驻华使馆。
    - 三科：国际新闻动态调研。科长孙方/曹棉之/马兖生，副科长曹棉之。
    - 外交部图书馆
- 条约委员会 → 中华人民共和国外交部条约法律司
  - 主任委员章汉夫（兼）
- 外交政策委员会 → 中央外事工作委员会办公室
  - 主任委员：周恩来（兼）
  - 副主任委员：乔冠华
  - 秘书委员：杨刚

## 历任部长
1. 周恩来（1949年10月－1954年9月，中央人民政府政务院总理兼任）